# Canavalia munroi
Canavalia munroi är en ärtväxtart som först beskrevs av Degener, och fick sitt nu gällande namn av St.John. Canavalia munroi ingår i släktet Canavalia och familjen ärtväxter. Inga underarter finns listade i Catalogue of Life.